# Бочарово
Бочарово — село Сичовського району Смоленської області Росії. Населення 76 осіб. Саме тут за 6 км від села починається річка Дніпро, де і встановлено дерев'яну позначку. Від села до неї можна дістатися ґрунтовою дорогою.

## Історія
У роки німецько-радянської війни село було окуповане гітлерівськими військами в жовтні 1941 року, а звільнене в березні 1943. Біля Бочарово, на межі з селом Дудкіно, збереглися залишки протитанкових ровів, дотів і інших укріплень. У селі розташована братська могила радянських солдатів, останки яких було перепоховано у 1954 році.

## Соціальна сфера
У селі відсутнє транспортне сполучення із районним центром. Діє 1 крамниця, раніше існував клуб (зараз закинутий). Поштове відділення.[джерело?]